# یوترسن

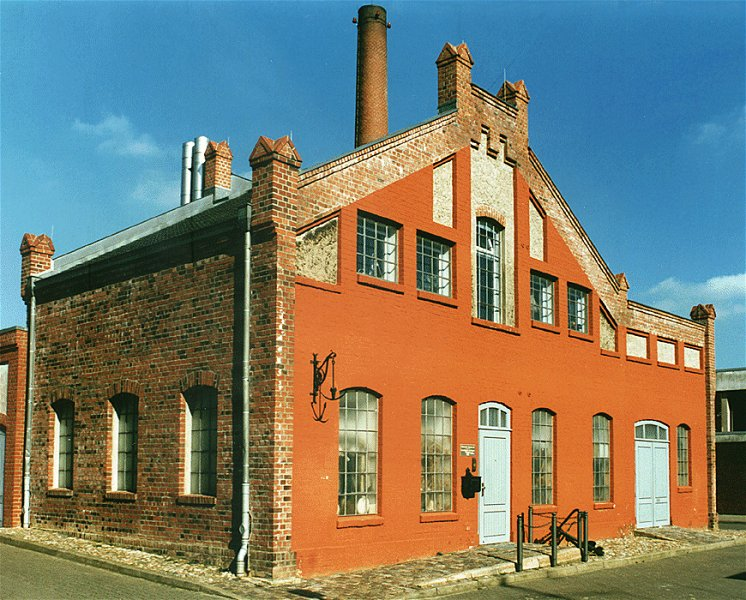
یوترسن

یوترسن(به آلمانی: Uetersen) (ˈy:tɐzən) (قبلاً با نام Ütersen شناخته می‌شد) شهری در استان اشلسویگ-هولشتاین آلمان است. و تقریباً در 7 km (۴ مایلی) جنوب المسهورن، و 30 km (۱۸ مایل) شمال هامبورگ قرار دارد. در این شهر بزرگترین و قدیمی‌ترین باغ رز شمال آلمان که در سال ۱۹۲۹ به وجود آمده وجود دارد.